# Elezioni comunali in Veneto del 2000
Il 16 aprile 2000 (con ballottaggio il 30 aprile) in Veneto si tennero le elezioni per il rinnovo di numerosi consigli comunali.

## Venezia

### Venezia
| Candidati e Liste                              | Voti    | %      | Seggi |
| ---------------------------------------------- | ------- | ------ | ----- |
| Paolo Costa                                    | 62.755  | 37,67  | -     |
| Democratici di Sinistra                        | 28.984  | 21,40  | 13    |
| Lista Costa (PPI - I Democratici - RI - UDEUR) | 10.630  | 7,85   | 4     |
| SDI - PRI                                      | 7.058   | 5,21   | 3     |
| Partito dei Comunisti Italiani                 | 2.604   | 1,92   | 1     |
| Alternativa Civica                             | 976     | 0,72   | -     |
| Renato Brunetta                                | 64.956  | 38,99  | 1     |
| Forza Italia                                   | 34.261  | 25,30  | 11    |
| Alleanza Nazionale                             | 9.489   | 7,01   | 3     |
| Lega Nord                                      | 5.212   | 3,85   | 1     |
| Cristiani Democratici Uniti                    | 2.807   | 2,07   | 1     |
| Centro Cristiano Democratico                   | 2.428   | 1,79   | -     |
| I Liberal Sgarbi                               | 1.139   | 0,84   | -     |
| Gianfranco Bettin                              | 27.086  | 16,26  | 1     |
| Partito della Rifondazione Comunista           | 10.440  | 7,71   | 3     |
| Federazione dei Verdi                          | 4.724   | 3,49   | 1     |
| Città Nuova                                    | 4.192   | 3,10   | 1     |
| Alessandra Cecchetto                           | 3.205   | 1,92   | -     |
| Verdi Colomba                                  | 2.828   | 2,09   | -     |
| Roberto Ferrara                                | 2.483   | 1,49   | -     |
| Veneti d'Europa                                | 2.206   | 1,63   | -     |
| Gianni De Michelis                             | 2.152   | 1,29   | -     |
| Partito Socialista - Socialdemocrazia          | 1.913   | 1,41   | -     |
| Pino Rauti                                     | 1.856   | 1,11   | -     |
| Movimento Sociale Fiamma Tricolore             | 1.674   | 1,24   | -     |
| Maria Gallina                                  | 1.203   | 0,72   | -     |
| Salute Sicurezza                               | 1.141   | 0,84   | -     |
| Francesco Mario D'Elia                         | 886     | 0,53   | -     |
| Movimento Autonomia Venezia                    | 737     | 0,54   | -     |
| Totale alle liste                              | 135.443 | 100,00 | 44    |
| TOTALE                                         | 166.582 | 100,00 | 46    |

## Treviso

### Castelfranco Veneto
| Candidati e Liste                             | Voti   | %      | Seggi |
| --------------------------------------------- | ------ | ------ | ----- |
| Maria Gomierato                               | 5.060  | 25,89  | -     |
| Vivere Castelfranco                           | 4.459  | 27,63  | 12    |
| Giovanni Squizzato                            | 5.842  | 29,89  | 1     |
| Forza Italia                                  | 2.265  | 14,04  | 2     |
| Lega Nord                                     | 1.918  | 11,89  | 1     |
| Alleanza Nazionale                            | 771    | 4,78   | -     |
| Paolo Pellizzari                              | 4.289  | 21,94  | 1     |
| Democratici di Sinistra-Federazione dei Verdi | 1.970  | 12,21  | 1     |
| I Democratici-Altri                           | 1.381  | 8,56   | -     |
| Gianni Battocchio                             | 3.533  | 18,07  | -     |
| Battocchio Sindaco                            | 2.108  | 13,06  | 1     |
| Polo per Castelfranco                         | 592    | 3,67   | 1     |
| Franco Pivotti                                | 823    | 4,21   | -     |
| Veneti d'Europa                               | 673    | 4,17   | -     |
| Totale alle liste                             | 16.137 | 100,00 | 17    |
| TOTALE                                        | 19.547 | 100,00 | 20    |